# Elezioni federali in Canada del 2015
Le elezioni federali in Canada del 2015 si tennero il 19 ottobre per il rinnovo della Camera dei comuni. In seguito all'esito elettorale, Justin Trudeau, espressione del Partito Liberale del Canada, divenne Primo ministro.

## Slogan
| Partito                         | Inglese | Francese                                                            | Traduzione del francese (non ufficiale)    |
| ------------------------------- | --- | ------------------------------------------------------------------- | ------------------------------------------ |
| Partito Conservatore del Canada | Proven leadership for a strong Canada. Proven leadership for a Safer Canada/Stronger Economy Protect our Economy | «Un leadership qui a fait ses preuves pour une économie plus forte» | Proven leadership for a stronger economy   |
| Nuovo Partito Democratico       | Ready for Change.                                                                                                | «Ensemble pour le changement»                                       | Together for change                        |
| Partito Liberale del Canada     | Real Change. | «Changer ensemble»                                                  | Change together                            |
| Blocco del Québec               | N.D. | «Des gains pour le Québec» « On a tout à gagner »                   | Gains for Quebec We have everything to win |
| Partito Verde del Canada        | A Canada That Works. Together.                                                                                   | «Prendre l'avenir en main»                                          | Take the future in hand                    |
| Strength in Democracy           | Empowering our regions, uniting our strengths.                                                                   | «Allier les forces de nos régions»                                  | Combine the strengths of our regions       |

## Risultati

Seggi ottenuti: Partito Liberale (184); Partito Conservatore (99); Nuovo Partito Democratico (44); Blocco del Québec (10); Partito Verde (1).

| Liste                                             | Voti       | %     | Seggi |
| ------------------------------------------------- | ---------- | ----- | ----- |
| Partito Liberale del Canada                       | 6 943 276  | 39,46 | 184   |
| Partito Conservatore del Canada                   | 5 613 614  | 31,91 | 99    |
| Nuovo Partito Democratico                         | 3 470 350  | 19,72 | 44    |
| Blocco del Québec                                 | 821 144    | 4,67  | 10    |
| Partito Verde del Canada                          | 602 944    | 3,43  | 1     |
| Partito Libertariano del Canada                   | 37 399     | 0,21  | –     |
| Partito della Tradizione Cristiana del Canada     | 15 284     | 0,09  | –     |
| Partito Comunista del Canada (Marxista-Leninista) | 9 105      | 0,05  | –     |
| Indipendenti                                      | 40 879     | 0,23  | –     |
| Altri                                             | 40 268     | 0,23  | –     |
| Totale                                            | 17 594 263 | 100   | 338   |